# Ут Сала
Ут Сала (калм. Ут Сала) — посёлок (сельского типа) в Ики-Бурульском районе Калмыкии, административный центр Утсалинского сельского муниципального образования. Расположен в балке Хар-Заухан в 29 км к северо-востоку от районного центра посёлка Ики-Бурул.
Население — 346 (2021).

## Название
Ойконим Ут-Сала имеет монгольское происхождение и переводится на русский язык как длинная балка (калм. ут — длинный, долгий; протяжный и калм. сала — балка, лощина, ложбина).

## История
Дата основания населённого пункта не установлена. Скорее всего, посёлок, основан в 1920-30-е годы. Впервые обозначен на карте РККА 1940 года.
28 декабря 1943 года население посёлка было депортировано по национальному признаку — калмыки. Указом Президиума ВС СССР от 27.12.1943 года «О ликвидации Калмыцкой АССР и образовании Астраханской области в составе РСФСР», как и другие населённые пункты Приютненского улуса Калмыкии посёлок был включён в состав Ставропольского края.
В 1956 году в посёлок начали возвращаться калмыки. В 1957 году на основании Указа Президиума ВС СССР «Об образовании Калмыцкой автономной области в составе РСФСР» посёлок был возвращён в состав Калмыкии.
В 1968 году в Ут-Сале был организован овцесовхоз. В 1969 году открылась малокомплектная начальная школа. В 1970 году школа стала восьмилетней.
24 декабря 1970 года постановлением Совмина РСФСР № 714 овцесовхоз был реорганизован в конный завод по разведению племенных лошадей. В годы своего экономического подъема ГПКЗ «Ут-Сала» содержал на конефермах и стоянках крупнейшие на юге России табуны лошадей будённовской породы, свыше двух десятков тысяч тонкорунных овец, сотни голов калмыцкого скота, активно занимался богарным и поливным земледелием, получал солидные урожаи зерна, грубых кормов, овоще-бахчевых культур.
В 1976 году было построено новое двухэтажное здание школы. В 1977 году школа получила статус средней.

## Физико-географическая характеристика
Посёлок расположен на севере Ики-Бурульского района, в пределах Ергенинской возвышенности, являющейся частью Восточно-Европейской равнины, в балке Хар-Заухан. Высота над уровнем моря — 60 м. Рельеф местности равнинный. Общий уклон местности с юга на север. В балке Хар-Заухан к северо-востоку от посёлка имеется пруд
Расстояние до столицы Калмыкии города Элиста составляет 71 км, до районного центра посёлка Ики-Бурул — 29 км. К посёлку имеется подъезд с гравийно-щебёночным покрытием (24 км) от региональной автодороги Элиста — Ики-Бурул — Чолун-Хамур.
Согласно классификации климатов Кёппена-Гейгера тип климата — семиаридный (индекс BSk). Среднегодовая температура воздуха — 10,0 °C, количество осадков — 296 мм. В окрестностях посёлка распространены светлокаштановые почвы различного гранулометрического состава.
В посёлке, как и на всей территории Калмыкии, действует московское время.

## Население
В конце 1980-х в посёлке проживало около 970 человек
| 2002 | 2010 | 2011 | 2012 | 2013 | 2014 | 2015 |
| ---- | ---- | ---- | ---- | ---- | ---- | ---- |
| 367  | ↘358 | →358 | ↘346 | ↗348 | ↘343 | ↘339 |
| 2016 | 2017 | 2018 | 2019 | 2020 | 2021 |      |
| ↘337 | ↘325 | ↘314 | ↘297 | ↗305 | ↗346 |      |

Национальный состав
Согласно результатам переписи 2002 года большинство населения посёлка составляли калмыки (37 %) и даргинцы (36 %)
| Национальность | Численность (2010) | Процент |
| -------------- | ------------------ | ------- |
| Калмыки        | 135                | 37,1%   |
| Даргинцы       | 132                | 36,3%   |
| Русские        | 63                 | 17,3%   |
| Аварцы         | 13                 | 3,6%    |
| Кумыки         | 6                  | 1,6%    |
| Немцы          | 6                  | 1,6%    |
| Азербайджанцы  | 5                  | 1,4%    |
| Грузины        | 4                  | 1,1%    |
| Всего          | 364                | 100%    |

## Социальная инфраструктура
В посёлке действуют дом культуры и библиотека. Среднее образование жители посёлка получают в Утсалинской средней общеобразовательной школе
Медицинское обслуживание обеспечивают фельдшерско-акушерский пункт и расположенная в посёлке Ики-Бурул Ики-Бурульская центральная районная больница.
Посёлок электрифицирован и газифицирован.